# کلین ماترهورن
کلین ماترهورن (به لاتین: Klein Matterhorn) یک کوه در سوئیس است که در کانتون وله واقع شده‌است. کلین ماترهورن ۳٬۸۸۳ متر بالاتر از سطح دریا واقع شده‌است.